# Redgorton

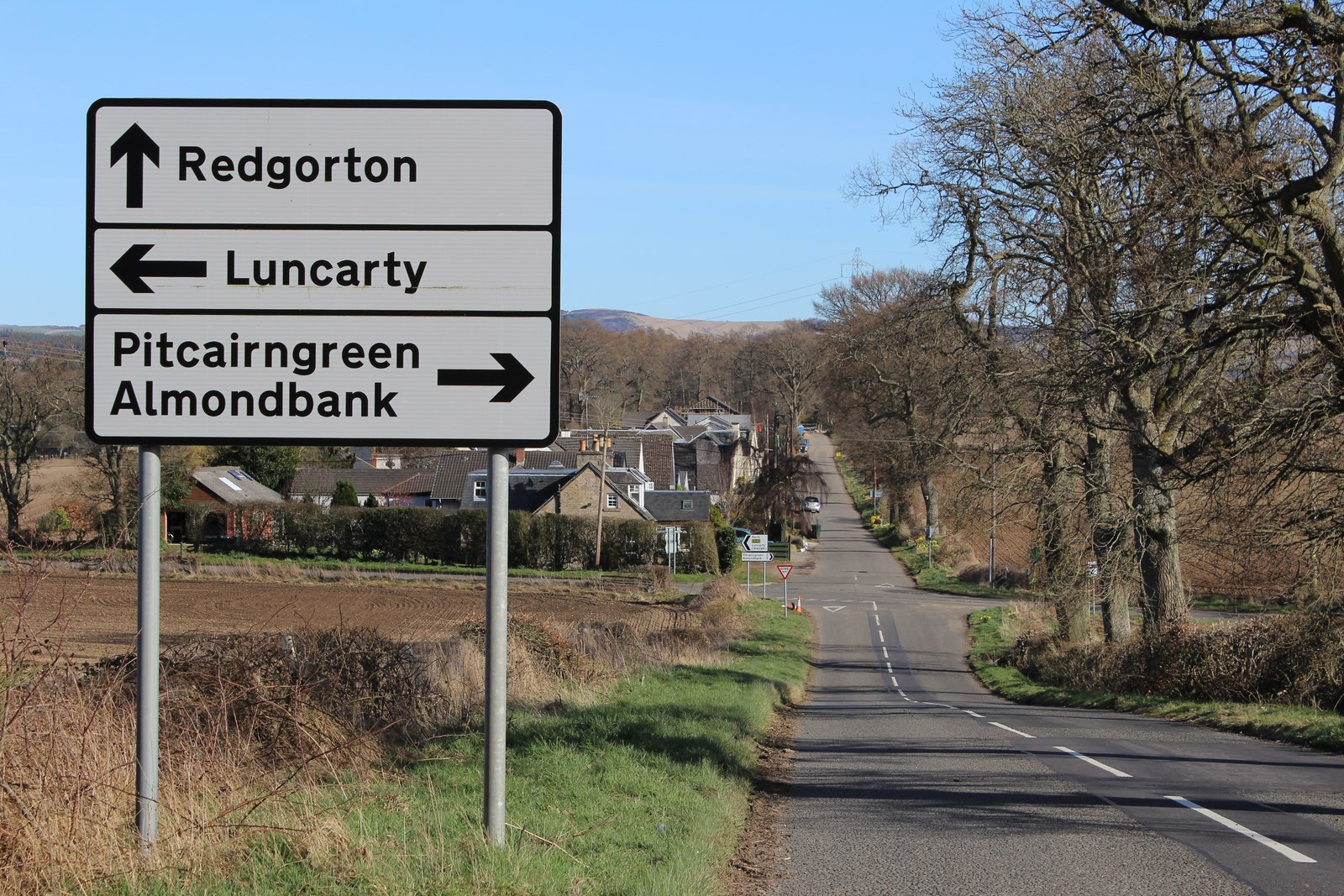
Blick von Nordwesten auf den Ort

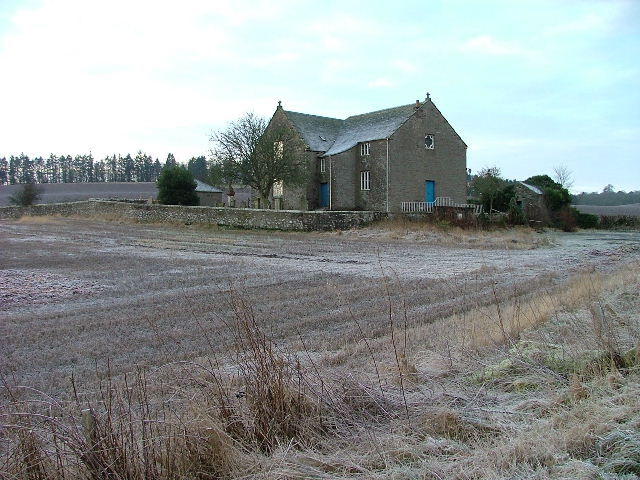
Die Kirche südwestlich von Redgorton

Redgorton ist eine kleine Ortschaft, die im Norden von Schottland nordwestlich von Perth in der Council Area Perth and Kinross liegt. Im Rahmen der historischen Gliederung Schottlands in Civil Parishes bildet es den Hauptort einer gleichnamigen Einheit, die zu Perthshire gehörte.

## Geographie
Redgorton liegt, etwa sechs Kilometer von Perth entfernt, in einer flachwelligen Landschaft im Winkel zwischen dem Tay im Osten und dem ihm zufließenden Shochie Burn im Nordwesten.
Strukturell handelt es sich bei Redgorton um ein Straßendorf, dessen Häuser alle an der gleichen Seite einer nachrangigen Straße stehen. An ihrem Ende am nordwestlich Rand des Ortes ist sie Teil einer Kreuzung, auf die drei weitere Verbindungen stoßen. Die gerade Verlängerung führt nach Westen über Coldrochie, Battleby, Chapelhill und Harrietfield nach Crieff. Nach Nordosten geht es nach Luncarty, nach Südwesten über Pitcairngreen nach Almondbank.

## Historisch Bedeutsames
Etwas außerhalb des Ortes im Südwesten steht die Kirche Redgorton Parish Church. 1971 wurde sie als Listed Building der Kategorie B ausgewiesen und somit unter Denkmalschutz gestellt.